# لحسن الداودي
لحسن الداودي (1947، فم أودي، بني ملال) سياسي مغربي وأستاذ جامعي، وعضو بارز في حزب العدالة والتنمية، شغل منصب وزير التعليم العالي والبحث العلمي وتكوين الأطر ما بين 2012 و2017 في حكومة بنكيران. وشغل ما بين 2017 و2019 منصب وزير منتدب لدى رئيس الحكومة مكلف بالشؤون العامة والحكامة.

## نشأته
حصل على دكتوراه الدولة في العلوم الاقتصادية بكلية الحقوق بفاس سنة 1988، وعلى دبلوم السلك الثالث بجامعة ليون بفرنسا سنة 1979 وعلى دبلوم الدراسات العليا في العلوم الاقتصادية 1977 وعلى الإجازة في العلوم الاقتصادية بنفس الجامعة 1976.

### مسيرته المهنية
شغل الداودي منصب أستاذ مساعد بكلية الحقوق بفاس بين 1979-1988، وحصل سنة 1988 على درجة أستاذ محاضر في الاقتصاد، وتولى رئاسة قسم الاقتصاد بكلية الحقوق بفاس بين 1992-1994 ثم رئيسا لقسم الاقتصاد بكلية الحقوق بسلا الجديدة في الفترة من 2000 إلى 2002.
بين سنة 1989 و 1998 تولي مهمة مستشار بالبنك الإسلامي للتنمية بجدة لتقييم أشغال البحوث والنشر.
وتولى في الفترة من 1997 إلى 1999 منصب نائب المدير المكلف بالعمل الاجتماعي بالتعاون الوطني

### مسيره السياسية
تولى مهمة مدير حزب العدالة والتنمية (1996-1998)، عضوا بالأمانة العامة للحزب (1996-2011)، وكذا نائبا للأمين العام للحزب من 2001 إلى 2011.
انتخب نائبا برلمانيا عن دائرة فاس المدينة خلال الفترة الممتدة من 2002 إلى 2011، وشغل منصب نائب رئيس مجلس النواب (2004-2010) ورئيسا لفريق العدالة والتنمية بمجلس النواب (2010-2011).